# Ladies & Gentlemen: The Best of George Michael
Ladies & Gentlemen: The Best of George Michael es una colección de grandes éxitos lanzada por George Michael en 1998.
La colección de 28 canciones (29 canciones se incluyen en el lanzamiento de Europa y Australia) se han separado en dos mitades, con cada CD del conjunto doble que contiene la música de un tema en particular y el estado de ánimo. El primer CD, titulado "For the Heart" , en su mayoría contiene baladas exitosas de Michael, mientras que el segundo CD, "For the Feet", se conforma principalmente de su música de bailable popular. 
Ladies & Gentlemen es notable por contener un gran número de pistas de compilación y dúos que no han aparecido en un álbum de George Michael, incluyendo su número uno en los Estados Unidos, un dúo con Aretha Franklin, "I Knew You Were Waiting (For Me)", previamente disponible en el álbum de 1986 de Aretha Franklin, Aretha, "Desafinado", un dueto en portugués con la legendaria cantante brasileña Astrud Gilberto, y el dúo de Elton John "Don't Let The Sun Go Down On Me", del álbum Duets de Elton John de 1993.
Ladies & Gentlemen fue lanzado por Michael a través de Sony Music Entertainment como condición para la ruptura de los vínculos contractuales con la etiqueta (Michael partió de Sony con una gran cantidad de acritud y publicidad previo al lanzamiento de Older en 1996). Más tarde volvería a Sony para lanzar su álbum de 2004 Patience.
"Outside" fue el primer sencillo del álbum. La canción fue una mirada humorística a su detención poco antes del lanzamiento del álbum para la convocatoria a un policía en un baño público.
"As", un dueto de Michael con Mary J. Blige, fue lanzado como el segundo sencillo en muchos territorios alrededor del mundo. Alcanzó el puesto # 4 en el UK Singles Chart. La pista se omitió en la versión norteamericana del álbum. Había rumores de que la disquera de Blige se sentía incómoda con Michael por ser gay, pero esto se contradice con Blige abrazando a su gran base de fanes gays.
Hasta la fecha, el álbum ha alcanzado vender mundialmente aproximadamente 15 millones de copias.
"Waltz Away Dreaming", dúo de Michael con Toby Bourke, solo estaba disponible en casete y las versiones del álbum en MiniDisc.

## Lista de canciones
Todas las canciones están escritas por George Michael excepto las indicadas.

### Disco 1: For the Heart
1. "Jesus to a Child" – 6:49
2. "Father Figure" (single version) – 5:41
3. "Careless Whisper" (George Michael, Andrew Ridgeley) (single version) – 5:00
4. "Don't Let The Sun Go Down On Me" (live edit) (Elton John, Bernie Taupin) (tocada por George Michael y Elton John) – 4:51
5. "You Have Been Loved" (George Michael, David Austin) – 5:28
6. "Kissing a Fool" – 4:36
7. "I Can't Make You Love Me" (James Allen Shamblin II, Mike Reid) – 5:20
8. "Heal the Pain" (single version) – 4:46
9. "A Moment with You" – 5:43
10. "Desafinado" (Antonio Carlos Jobim, Newton Mendonça) (tocada George Michael y Astrud Gilberto) – 3:19
11. "Cowboys and Angels" – 7:14
12. "Praying For Time" – 4:41
13. "One More Try" – 5:53
14. "A Different Corner" (single version) – 4:03

### Disco 2: For the Feet

#### Lanzamiento Australiano y Europeo
1. "Outside" – 4:46
2. "As" (Stevie Wonder) – 4:47 (performed by George Michael y Mary J. Blige)
3. "Fastlove" (George Michael, Jon Douglas) – 5:31
4. "Too Funky" – 3:45
5. "Freedom! '90" – 6:28
6. "Star People '97" – 5:39
7. "Killer" / "Papa Was a Rollin' Stone" (Adam Tinley, Seal-Henry Samuel / Norman Whitfield, Barrett Strong) – 4:16
8. "I Want Your Sex (Part II)" – 4:38
9. "The Strangest Thing '97" – 4:41
10. "Fantasy" – 5:02
11. "Spinning The Wheel" (George Michael, Jon Douglas) (editada de la versión album) – 6:09
12. "Waiting for That Day/You Can't Always Get What You Want" (George Michael, Mick Jagger, Keith Richards) – 4:50
13. "I Knew You Were Waiting (For Me)" (Simon Climie, Dennis Morgan) (tocada por George Michael y Aretha Franklin) – 3:58
14. "Faith" – 3:14
15. "Somebody to Love" (Freddie Mercury) (cantada por George Michael y Queen) – 5:23

#### Lanzamiento estadounidense y canadiense
1. "Outside" – 4:44
2. "Fastlove" (George Michael, Jon Douglas) – 5:31
3. "Too Funky" – 3:45
4. "Freedom! '90" – 6:28
5. "Star People '97" – 5:39
6. Medley: "Killer" / "Papa Was a Rollin' Stone" (Adam Tinley, Seal-Henry Samuel / Norman Whitfield, Barrett Strong) – 4:16
7. "I Want Your Sex (Part II)" – 4:38
8. "Monkey" (George Michael) - 4:47
9. "Spinning the Wheel" (George Michael, Jon Douglas) – 6:09
10. Medley: "Waiting For That Day/You Can't Always Get What You Want" (George Michael, Mick Jagger, Keith Richards) – 4:50
11. "I Knew You Were Waiting (for Me)" (Simon Climie, Dennis Morgan) (tocada por George Michael y Aretha Franklin) – 3:58
12. "Hard Day" – 3:43
13. "Faith" – 3:14
14. "Somebody to Love" (Freddie Mercury) (tocada por George Michael y Queen) – 5:23